# Tipula diarizos
Tipula diarizos är en tvåvingeart som beskrevs av Vogtenhuber 2002. Tipula diarizos ingår i släktet Tipula och familjen storharkrankar.
Artens utbredningsområde är Cypern. Inga underarter finns listade i Catalogue of Life.